# Селма Дебејки
Селма Дебејки (3. децембар 1915 – 6. март 2013) била је либанско-америчка професорка научне комуникације на Медицинском колеџу Бејлор. Унапредила је област медицинског писања и уређивања осмишљавањем и предавањем курсева намењених лекарима, ради побољшања њиховог академског писања и пружања јасних и сажетих медицинских информација пацијентима. На Медицинском колеџу Бејлор сарађивала је са двоје својих рођака: сестром Лојс Дебејки, професорком научне комуникације, и братом Мајклом Дебејкијем, кардиоваскуларним хирургом.

## Рани живот и образовање
Селма Дебејки одрасла је у Лејк Чарлсу, у савезној држави Луизијана, у породици Шејкера и Рахије Дебејки, као једно од петоро деце, уз браћу и сестре Мајкла, Лојс, Ернеста и Селену. Деца Дебејки постигла су изузетне академске успехе. Мајкл и Ернест постали су хирурзи, док су Селма и Лојс стекле високе академске титуле и постале универзитетске професорке.
Селма је похађала Софи Њуком колеџ при Универзитету Тулејн, где је дипломирала енглески језик са почастима, а потом наставила постдипломске студије из језика и филозофије. Током постдипломских студија почела је да помаже брату Мајклу у уређивању његових научних радова из области медицине, припремајући их за објављивање, што је наговестило њену будућу каријеру у области медицинске комуникације.

## Каријера
Године 1941. Селма Дебејки преузела је вођство уредничког одељења при Фондацији Олтон Окснер, а 1944. године постала је директорка Одељења за медицинску комуникацију у Окснер клиничкој фондацији, здравственом систему у Луизијани. Дебејки је радила као медицинска списатељица и гостујућа уредница у бројним медицинским часописима, а била је и оснивачки уредник Cardiovascular Center Bulletin-а.
Заједно са својом сестром Лојс, 1962. године креирала је први курс комуникације одобрен за наставни план и програм медицинских факултета. Године 1968. сестре Дебејки ангажоване су на Медицинском колеџу Бејлор, након чега су се преселиле у Хјустон, Тексас, где су предавале курсеве и одржавале симпозијуме из области медицинске комуникације. Њихова предавања била су усмерена на обучавање лекара да избегавају стручни жаргон и унапреде квалитет медицинског писања, између осталог и избегавањем пасивне конструкције.
Сестре ДеБејки биле су пионирке у стварању посебне области усмерене на подучавање лекара критичком размишљању, читању и писању, као и јасном и прецизном изражавању. Залагале су се за став да је „писменост родослов једне нације“ и да је „енглески језик жив, снажан и флексибилан, а не досадан и беживотан“, како га често приказују многи медицински аутори.
Др Роберт Мозер описао их је као „савест америчке медицинске литературе“. На питање шта заправо подучавају, сестре су одговориле: „логику и језик медицине“.
Медицински колеџ Бејлор основао је DeBakey Scholarship Fund in Medical Humanities у част Селме, Лојс и Мајкла Дебејкија.

## Признања
Селма Дебејки добила је бројна признања. Град Хјустон прогласио је посебан дан у част Селме и Лојс Дебејки. Селма је 1990. године уврштена међу 50 најистакнутијих жена Хјустона, а 2008. године номинована је за Тексашку кућу славних жена. Године 2009, у Хјустонском методистичком болници установљено је предавање Selma and Lois DeBakey Lectureship in Biomedical Communication у њихову част, као признање за њихову изузетну улогу у медицинској комуникацији.
Универзитет Бејлор у Вејку основао је стипендију Michael E. DeBakey, Selma DeBakey, and Lois DeBakey Scholarship in the Medical Humanities у знак признања за њихову посвећеност промовисању медицинских хуманистичких наука као средства за боље разумевање људског стања. Две сестре су 2011. године номиноване за Председничку медаљу слободе, а њихова имена налазе се у готово свим почасним директоријумима и Who’s Who листама у Сједињеним Америчким Државама и широм света.